# Fernando Arlete (Leichtathlet, 1968)
Fernando Arlete (* 11. Oktober 1968) ist ein ehemaliger guinea-bissauischer Mittelstreckenläufer.
Arlete nahm an den Olympischen Sommerspielen 1996 in Atlanta teil. Im Wettlauf über 800 m schied er im Vorlauf aus.
Er ist nicht zu verwechseln mit dem jüngeren Fernando Arlete (* 1979), der als Sprinter aktiv war.